# 645 هـ
645 هـ هي سنة في التقويم الهجري امتدت مقابلةً في التقويم الميلادي بين سنتي 1247 و1248.

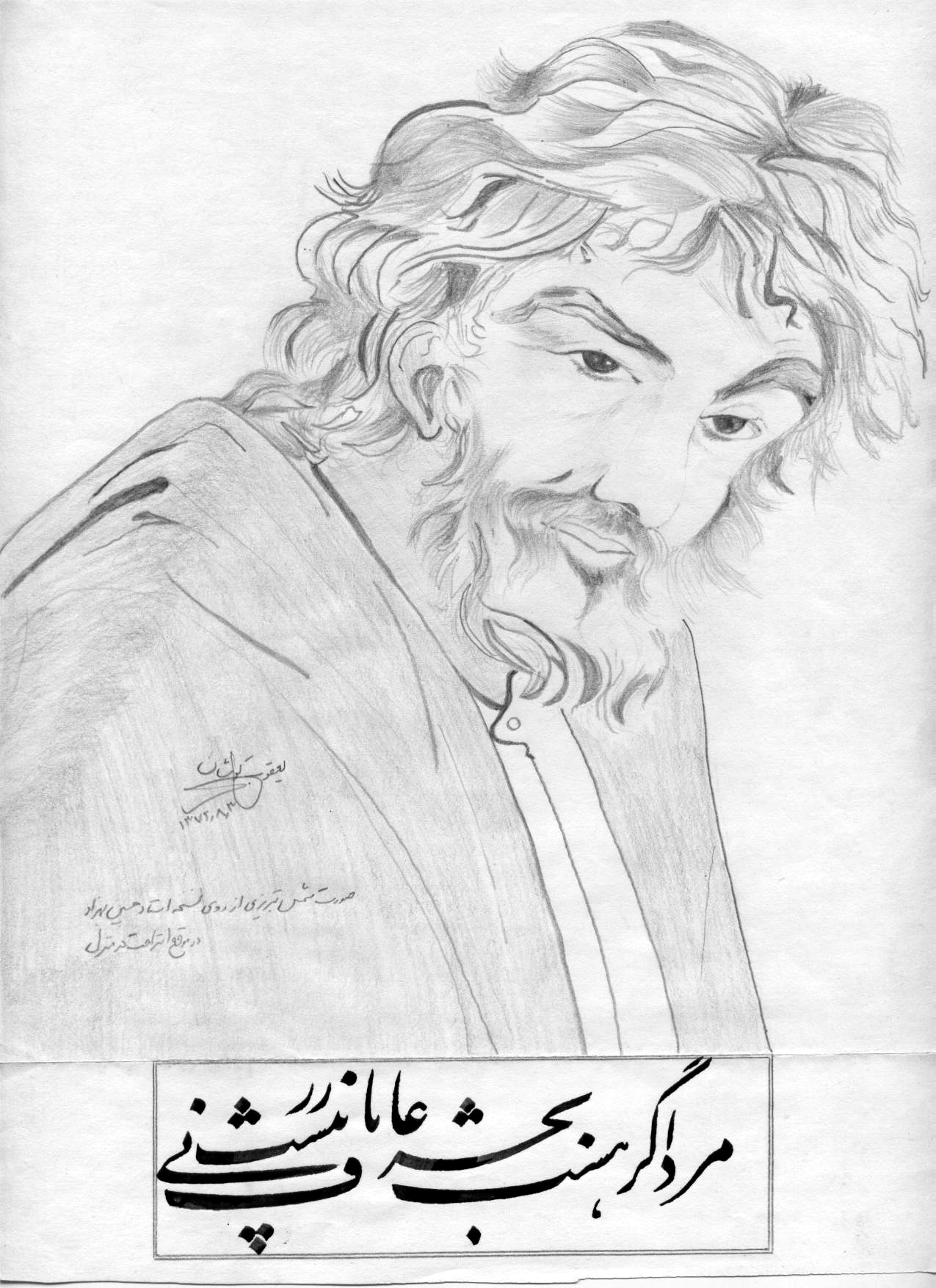
الشمس التبريزي

## أحداث
- ثوران بركان الملساء بالقرب من المدينة المنورة

## مواليد
- ركن الدين الأستراباذي

## وفيات
- أبو علي الشلوبين
- الشمس التبريزي
- شمس الدين التبريزى